# Paul Edmund de Strzelecki

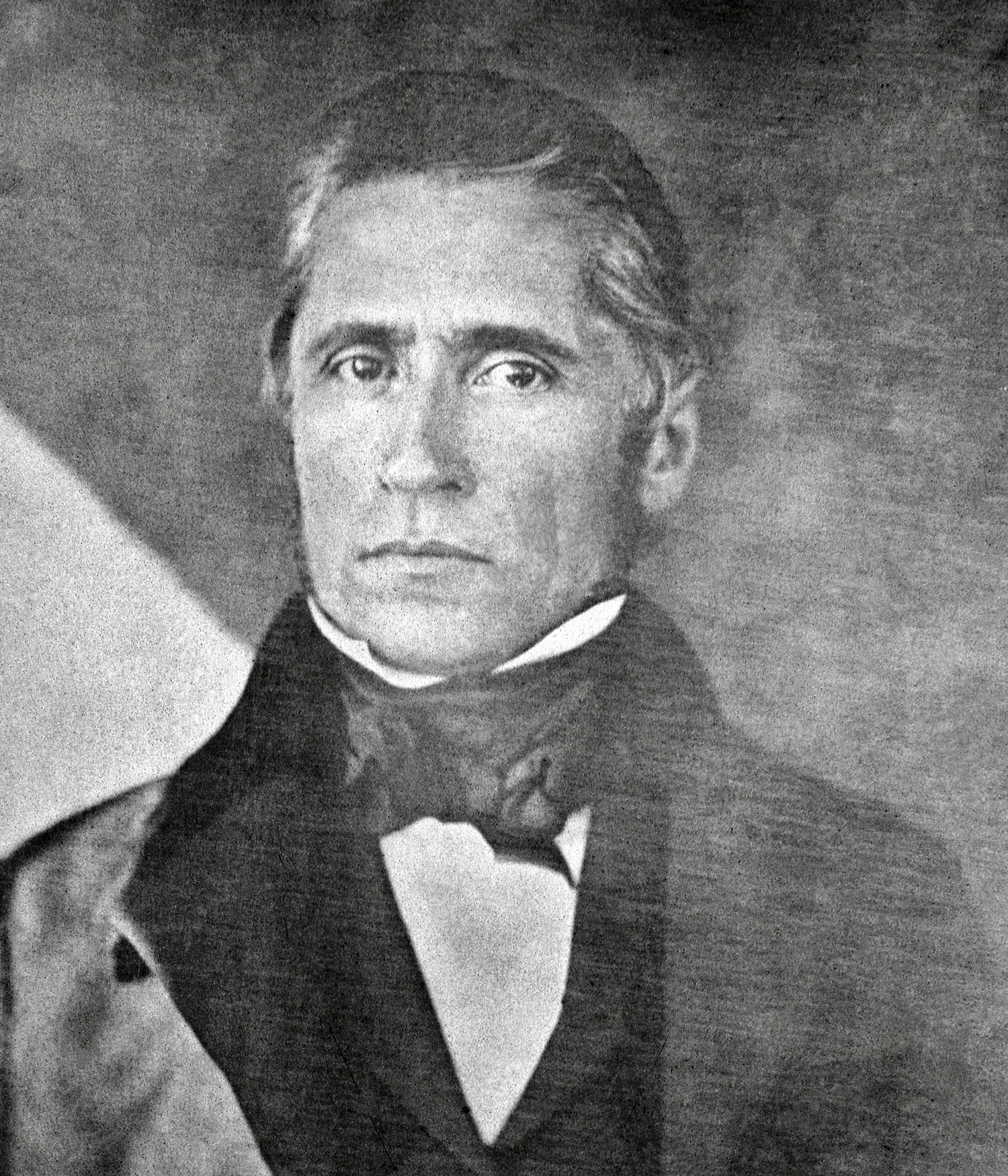
Paul Edmund de Strzelecki

Sir Paul Edmund de Strzelecki, polnisch Paweł Edmund Strzelecki bzw. deutsch auch Paul Edmund Graf von Strzelecki (* 20. Juli 1797 in Głuszyna, heute Teil von Posen; † 6. Oktober 1873 in London), war ein polnischer Forscher und Entdeckungsreisender.

## Leben
Strzelecki stammt aus kleinadeligen Verhältnissen. Er war das dritte Kind von Anna (geborene Raczyńska) und Franciszek Strzelecki (einem Teilnehmer des Kościuszko-Aufstandes). Das Gymnasium verließ er ohne Abschluss und diente als preußischer Staatsbürger (aufgrund der Teilung Polens) als Einjähriger in einem Regiment mit vorwiegend polnischen Ulanen im Dienst der Preußischen Armee.
Nach seinem Wehrdienst unternahm Strzelecki ausgedehnte Reisen nach Nord- und Südamerika sowie Indien. Er besuchte Java, Teile von China, Ostindien und Ägypten. 1840 entdeckte er die Gegend südlich der Snowy Mountains in Australien, die er zu Ehren des australischen Gouverneurs George Gipps schlicht Gippsland nannte. Den höchsten Berg des australischen Festlandes, den Mount Kosciuszko, benannte er nach dem polnischen Nationalhelden Tadeusz Kościuszko. Im australischen Jindabyne in den Snowy Mountains wurde ihm zu Ehren eine Statue errichtet. Strzelecki erforschte die Blue Mountains von New South Wales und in den Jahren 1841 und 1842 Tasmanien, das damals noch Van Diemen's Land hieß. Am 2. Juni 1853 wurde er zum Fellow der Royal Society gewählt.
Während der Großen Irischen Hungersnot organisierte er in Irland für eine englische Hilfsorganisation die Verteilung der enormen Geld- und Sachspenden (British Association for the Relief of Distress in Ireland and the Highlands of Scotland, 1847/48). U. a. entwickelte er ein lokal wirksames System der Schulspeisungen.
1869 wurde Strzelecki als Knight Commander des Order of St Michael and St George (KCMG) in den britischen Adelsstand erhoben.
1873 starb er in London an Leberkrebs und wurde auf dem Kensal Green Cemetery beigesetzt.

## Ehrungen
1972 benannte man den Strzelecki-Nationalpark auf der zu Tasmanien gehörenden Insel Flinders Island nach ihm. Ebenfalls nach ihm benannt sind das Strzelecki-Gebirge, die Strzelecki-Wüste, der Strzelecki Track und der Strzelecki Creek in Australien.

## Werke
- Physical description of New South Wales and Van Diemen’s Land, London 1845.